# 小野渉
小野 渉（おの わたる、1896年 - 1989年）は、愛知県出身の郷土史家。

## 経歴
愛知県額田郡坂崎村（現在の額田郡幸田町久保田）出身。愛知県立第二中学校（現在の愛知県立岡崎高等学校）卒業後、1915年（大正4年）から1946年（昭和21年）まで地元で小学校の教師を務め、教務の傍らで郷土史の研究にいそしむ。退職後には幸田町文化財保護委員などを務め、また古文書クラブなどでも活動し、青年期から75年にもわたって社会教育活動や文化財保護活動に取り組む。1989年（平成元年）死去。孫の小野伸之は2017年（平成29年）から幸田町の教育長を務める。